# Menhiranlage von Grimma
Die Menhiranlage von Grimma, auch Am hohen Stein genannt, war eine Gruppe vermutlich vorgeschichtlicher Menhire in Grimma im Landkreis Leipzig. 1944 wurde die Anlage zerstört.

## Lage
Die Anlage befand sich am Stadtrand von Grimma, am alten Oberleipziger Weg, auf der Grenze zwischen Grethen und Beiersdorf. Auf der gegenüberliegenden Straßenseite wurde nach der Zerstörung der Anlage ein anderer Findling aufgestellt.

## Beschreibung
Auf einer Anhöhe stand ein zentraler aufgerichteter Findling mit einer Höhe von etwa 120 cm. Um ihn herum war eine Reihe kleinerer Steine angeordnet. Aus der Umgebung der Anlage stammen Funde der Bandkeramik, der Vollbronzezeit und der Eisenzeit.